# José Louzeiro
José de Jesus Louzeiro (São Luís, 19 de setembro de 1932 — Rio de Janeiro, 29 de dezembro de 2017) foi um escritor, roteirista e autor de telenovela brasileiro.

## Biografia
Iniciou sua carreira como estagiário em revisão gráfica no jornal O Imparcial em 1948 aos dezesseis anos de idade. Em 1953, aos 21 anos, se transfere para o Rio de Janeiro onde foi trabalhar no semanário: A Revista da Semana e no grupo dos Diários Associados de Assis Chateaubriand, mais especificamente como "Foca" em O Jornal e daí foi deixando suas marcas através de suas redações nos jornais Diário Carioca, Última Hora, Correio da Manhã, Folha e Diário do Grande ABC e nas revistas Manchete e Diário Carioca.
Por mais de vinte anos atuou também como repórter policial. Na literatura, estreou com o conto Depois da Luta, em 1958. No cinema, escreveu os diálogos do filme: Lúcio Flávio, o Passageiro da Agonia, baseado no romance de sua autoria lançado em 1976 pela editora Civilização Brasileira. Escreveu outros livros sobre casos policiais famosos como o Caso Araceli e o assassinato de Cláudia Lessin Rodrigues. O romance reportagem Aracelli, meu amor, foi censurado durante a ditadura militar a pedido dos advogados dos acusados. Em Carne Viva (1988) traz personagens e situações que lembram as mortes de Zuzu Angel e seu filho, Stuart. Seus livros são, na maioria, contos biográficos, narrados como romance-reportagem, chegando perto de quarenta publicações. A ele se atribui a introdução no Brasil do gênero literário romance-reportagem, que no exterior tivera como representante Truman Capote, que escreveu A Sangue Frio.
Assinou também o roteiro de dez filmes, sendo quatro deles já populares como Pixote, a Lei do Mais Fraco, Os Amores da Pantera de Jece Valadão, O Homem da Capa Preta e Amor Bandido, com Paulo Gracindo.
Escreveu telenovelas como Corpo Santo e Guerra sem Fim na extinta Rede Manchete. Mas sua telenovela O Marajá, uma comédia baseada no governo de Fernando Collor de Melo, foi proibida de ir ao ar, numa época em que não havia mais censura no Brasil. Depois desse episódio, o autor conta que começou a enfrentar dificuldades para realizar novos projetos na televisão.
Louzeiro faleceu aos 85 anos de causas não reveladas, mas consequentes de doenças que se agravaram em função de diabetes.

## Obras
| Sequencial | Título | Lançamento                     | Editora | páginas |
| ---------- | --- | ------------------------------ | --- | ------- |
| 01         | Depois da Luta | (1958)                         | Record | 96      |
| 02         | Assim marcha a família (participação em obra coletiva)                                                               | (1965)                         | Civilização brasileira | 180     |
| 03         | André Rebouças (biografia)                                                                                           | (1968)                         | Tempo brasileiro | 151     |
| 04         | Judas arrependido | (1968)(1980)                   | José Álvaro - Record | 135     |
| 05         | Acusado de homicídio                                                                                                 | (1968)(1972)(1983)             | Sávio Antunes - Nosso tempo - Record                                                                                         | 138     |
| 06         | Lúcio Flávio, o passageiro da agonia                                                                                 | (1975)(1982)(1985)(1986)(2006) | Gernasa - Civilização brasileira - Abril Cultural - Record - Círculo do livro - Nova Fronteira - Edições Biblioteca Nacional | 233     |
| 07         | Aracelli, Meu Amor                                                                                                   | (1976)(1981)(1991)(2012)       | Civilização brasileira - Record - Círculo do livro - Prumo                                                                   | 225     |
| 08         | Infância dos Mortos – Pixote                                                                                         | (1977)                         | Agir - Abril Cultural - Ediouro - Global - Círculo do livro                                                                  | 296     |
| 09         | Os amores da pantera                                                                                                 | (1977)(1983)(2013)             | Nosso tempo - Record - Prumo                                                                                                 | 162     |
| 10         | O estranho hábito de viver                                                                                           | (1978)(1979)                   | Record - Círculo do livro | 363     |
| 11         | Parceiros da aventura: o filme do brasileiro oprimido                                                                | (1979)                         | Record | 95      |
| 12         | 20º Axioma | (1980)                         | Record | 144     |
| 13         | Fruto do amor | (1980)                         | Record | 86      |
| 14         | Sociedade secreta | (1981)                         | Record - Círculo do livro | 141     |
| 15         | O estrangulador da Lapa: um homem que não podia amar                                                                 | (1981)                         | Record | 199     |
| 16         | M-20: a morte do líder ou M-20: As Aventuras do audaz perito Jesuino Conde e do seu intempestivo auxiliar Manga Rosa | (1981)(1988)                   | Record - Clube do livro | 198     |
| 17         | O verão dos perseguidos                                                                                              | (1983)                         | Record | 300     |
| 18         | A gang do beijo | (1984)(1996)                   | Nova Fronteira - Ediouro | 173     |
| 19         | O bezerro de ouro | (1986)                         | Ediouro | 156     |
| 20         | Devotos do ódio | (1987)                         | Global | 357     |
| 21         | Em Carne Viva | (1988)                         | Clube do livro | 430     |
| 22         | Ritinha temporal: um amor de menina que a cidade temia                                                               | (1991)                         | Nova Fronteira | 208     |
| 23         | Praça das dores | (1994)                         | Salamandra | 59      |
| 24         | Beija-flor o amigo especial                                                                                          | (1995)                         | Agir | 116     |
| 25         | Pink: viagem ao submundo mágico                                                                                      | (1995)                         | Civilização Brasileira | 99      |
| 26         | JK: o otimismo em pessoa                                                                                             | (1996)                         | Ediouro | 93      |
| 27         | Gugu mania | (1996)                         | Civilização brasileira | 109     |
| 28         | Villa Lobos: o aprendiz de feiticeiro                                                                                | (1997)                         | Ediouro | 127     |
| 29         | Elza Soares: cantando para não enlouquecer (biografia)                                                               | (1997)(2010)                   | Editora Globo - Planeta do Brasil                                                                                            | 383     |
| 30         | Mito em chamas: A lenda do justiceiro Mão Branca                                                                     | (1998)                         | Moderna | 223     |
| 31         | A hora H do padre G                                                                                                  | (1998)                         | Moderna | 93      |
| 32         | Detetive fora de série                                                                                               | (1998)                         | Global | 101     |
| 33         | A hora do morcego: Ritinha temporal                                                                                  | (1999)                         | Ediouro | 188     |
| 34         | Urca: o bairro sonhado                                                                                               | (2000)                         | Relume Dumará | 66      |
| 35         | Isto não deu no jornal                                                                                               | (2001)                         | Editora do Brasil | 190     |
| 36         | A fina flor da sedução                                                                                               | (2001)                         | Nova Fronteira | 160     |
| 37         | O anjo da fidelidade: A história sincera de Gregório Fortunato                                                       | (2001)                         | Francisco Alves | 551     |
| 38         | Ana Néry: a brasileira que venceu a guerra (biografia)                                                               | (2002)                         | Mondrian | 272     |
| 39         | Diabetes: inimigo oculto                                                                                             | (2007)                         | Memvavmem | 170     |
| 40         | Luzes da consagração                                                                                                 | (2008)                         | Europa | 334     |
| 41         | Vestido de noivo (sobre Nelson Rodrigues)                                                                            | (2010)                         | Ao livro técnico | 62      |

Observação: Os dados de publicação foram buscados nos próprios livros, no sítio da Biblioteca Nacional ou em ofertas de livros usados em sebos virtuais.